# Martin Luther King-dagen

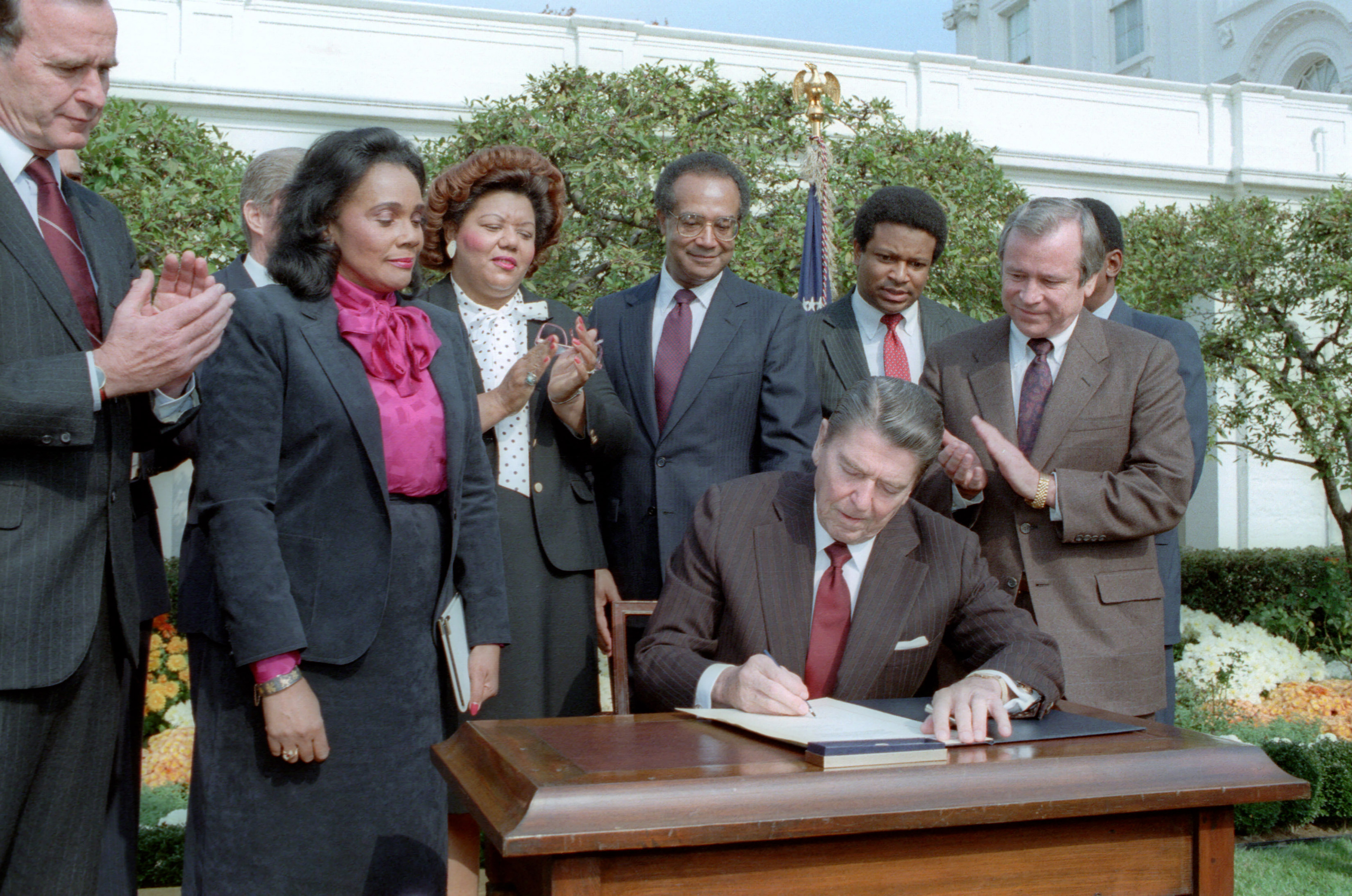
Ronald Reagan och Coretta Scott King skriver på protokollet 1983 som gör dagen till helgdag.

Martin Luther King-dagen firas till minne av Martin Luther King i över 100 länder[källa behövs]. I USA är den nationell helgdag sedan 1986 och firas varje år den tredje måndagen i januari (15-21 januari).  

## USA
Omedelbart efter mordet på Martin Luther King 1968 startades arbetet för att få en hyllningsdag. Martin Luther Kings födelsedag är den 15 januari och tredje måndagen i januari valdes för att det är i anslutning till födelsedagen. Musikern Stevie Wonder skrev låten Happy Birthday som en del av kampanjen och en namninsamling med sex miljoner namn lades fram. År 1976 togs det upp till lagförslag och 1983 skrevs protokollet på som lagstadgade dagen som nationell hyllningsdag. Den firades första gången 1986 och år 2000 hade alla stater infört den. Det är inte alla verksamheter som stänger men generellt uppmärksammas dagen som en medborgarrättsdag och skolor som har öppet kan ha mänskliga rättigheter som tema. I vissa stater kombineras dagen med firandet av sydstatsgeneralen Robert E. Lees födelsedag.

## Sverige
I Sverige delas från och med 2005 ett Martin Luther King-pris ut till en person som verkat i hans anda.